# Філліс Гардінґ
Філліс Гардінґ (англ. Phyllis Harding; 15 грудня 1907 — 16 листопада 1992) — британська плавчиня.
Призерка Олімпійських Ігор 1924 року, учасниця 1928, 1932, 1936 років.
Призерка Чемпіонату Європи з водних видів спорту 1927, 1931 років.